# Џон Конали
Џон Боуден Конали Млађи (енгл. John Bowden Connally Jr.; 27. фебруар 1917 — 15. јун 1993) је био амерички политичар и правник, познат и као путник у возилу у коме је извршен атентат на Џона Кенедија, приликом кога је и он рањен али је преживео. Од политичких функција је био 39. гувернер Тексаса (1963—69), 61. секретар финансија САД (1971—72), и 56. секретар Морнарице САД (1961). На почетку политичке каријере је био конзервативни демократа, да би 1973. постао републиканац.

## Биографија
Рођен је 27. фебруара 1917. у Флорсвилу (Тексас) као један од 8 деце Џона Коналија Старијег, и Леле Конали. По завршетку студија на Универзитету у Остину 1941. године је почео да ради као правник. Током Другог светског рата је био припадник Морнарице, и учествовао је на Тихоокеанском фронту. Након рата је почео сарадњу са тексашким политичарем, и будућим сенатором Линдоном Џонсоном. Када је Џон Ф. Кенеди постао председник на изборима 1960, Џонсон је постао потпредседник, а Конали је на Џонсонов предлог постао Секретар морнарице. Поднео је оставку на место Секретара морнарице 21. децембра 1961, како би учествовао на изборима за гувернера Тексаса 1962. године. На њима је са око 54% гласова изашлих бирача победио републиканца Џека Кокса.

## Атентат на Џона Ф. Кенедија
Као гувернер Тексаса је 22. новембра 1963. приликом обиласка Даласа седео у председничкој лимузини заједно са Џоном Ф. Кенедијем, тадашњим председником САД. У лимузини која је имала 3 реда седишта, Конали је са својом супругом Нели седео у средњем реду, тачно испред Џона Кенедија и његове супруге Џеки Кенеди. Око пола 1 је извршен атентат на Џона Кенедија, у коме је Конали био погођен и озбиљно рањен. Било му је поломљено ребро, пробушена плућа, смрскан зглоб, и метак му је остао у нози. Након операције од 4 сата је преживео, и касније се опоравио.
У каснијим интервјуима и обраћањима је подржавао налазе и закључке Воренове комисије, успостављене како би се решио случај атентата. Кокретно, у интервјуу датом 15. јуна 1991. године за C-SPAN, изјавио је да има доста чудних ствари везаних за атентат, и да не зна да ли је било неке завере око атентата на председника. Рекао је да, ако је било других починилаца атентата сем Освалда, да нису пронађени, ни идентификовани. Навео је да се доста чудних ствари десило приликом атентата, и да је то довело до развоја великог броја теорија завера. На питање о свом личном мишљењу о томе, рекао је да мисли да су чланови Комисије одрадили добар посао. Додао је да има своје замерке на рад Комисије и на медицинске анализе извршене над Кенедијем, али је додао да је знао сваког од чланова Воренове комисије лично, да верује да су они урадили све што су могли на најбољи начин, и да не може ни да замисли да су људи попут будућег председника Џералда Форда, главног судије Врховног суда Ерла Ворена, и многих других истакнутих људи који су били чланови те комисије, учестовали у заташкавању таквог случаја.
Међутим новинар Даг Томпсон је тврдио да му је Конали у приватном разговору 1982. године изнео сасвим супротан став. На Томпсоново питање о томе да ли он мисли да је Ли Харви Освалд пуцао из оружја којим је Кенеди убијен, Конали је одговорио: "Апсолутно не. Ни за секунду не верујем налазима Воренове комисије." На Томпсоново потпитање о томе зашто јавно није причао о томе, добио је одговор: "Зато што волим ову државу, и у то време је свима нама требало окончање ове приче. Никада јавно нећу говорити о томе шта мислим."

## Каснија политичка каријера
Ричард Никсон га је 1971. поставио на месту секретара финансија САД, и током Коналијеве службе је амерички долар престао да буде заснован на златном стандарду. Та мера је спадала у економски план Никсонове администрације који је прозван Никсонов шок. Подноси оставку 1972. на место секретара финансија, како би дошао на челу организације Демократе за Никсона, која је подржавала и помагала кампању за поновни избор Никсона на предстојећим председничким изборима. Када је тадашњи потпредседник САД Спиро Егњу поднео оставку на своју функцију, Конали се спомињао као његов наследник, али је на крају Никсон изабрао Џералда Форда. Прешао је у Републиканску странку 1973. године, и покушао је да освоји номинацију за председника на председничким изборима 1980, али се повукао након првог круга предизбора. Своју јавну подршку је дао Роналду Регану. Након 1980. године није покушао да ступи на неку јавну функцију.
После краће болести је преминуо 15. јуна 1993. године.